# Palazzo Cordellina
Palazzo Cordellina è un palazzo di Vicenza costruito alla fine del XVIII secolo, situato in Contrà Riale.

## Storia e descrizione
Fu costruito in stile palladiano da Ottone Calderari, sebbene il progetto originale del 1774 fosse molto più ampio e ambizioso, tanto che avrebbe dovuto estendersi fino a Piazza San Lorenzo. Il committente fu il giureconsulto veneto Carlo Cordellina (lo stesso di Villa Cordellina), che aveva acquistato e fatto demolire gli edifici precedenti occupati dai Gesuiti.
La facciata presenta due ordini sovrapposti: al pianterreno semicolonne doriche e al piano nobile semicolonne ioniche che delimitano finestre a tabernacolo. Come da lezione palladiana, i timpani delle finestre si alternano nelle forme a mezzaluna e triangolari. Il cortile interno presenta una doppia loggia con le colonne dello stesso ordine della facciata.
Gli interni sono ornati da sculture di artisti vicentini, tra cui il busto di Calderari e una statua femminile, entrambi situati nella loggia superiore e scolpiti da Giambattista Bendazzoli. Gli affreschi furono realizzati da Paolo Guidolini e Girolamo Ciesa dal 1784 al 1789; nel corso della seconda guerra mondiale un bombardamento del 18 marzo 1945 distrusse parte delle opere, in particolare le tele di Ciesa nel soffitto delle logge.
Palazzo Cordellina è stato oggetto di estesi restauri tra il 2007 e il 2011. Il restauro degli affreschi è proseguito fino alla fine del 2012 grazie alla collaborazione con gli studenti del corso di restauro ENGIM Veneto.
Di proprietà della Biblioteca Civica Bertoliana (la cui sede centrale si affaccia di fronte), il palazzo è utilizzato come centro culturale, sede di esposizioni temporanee e conferenze.

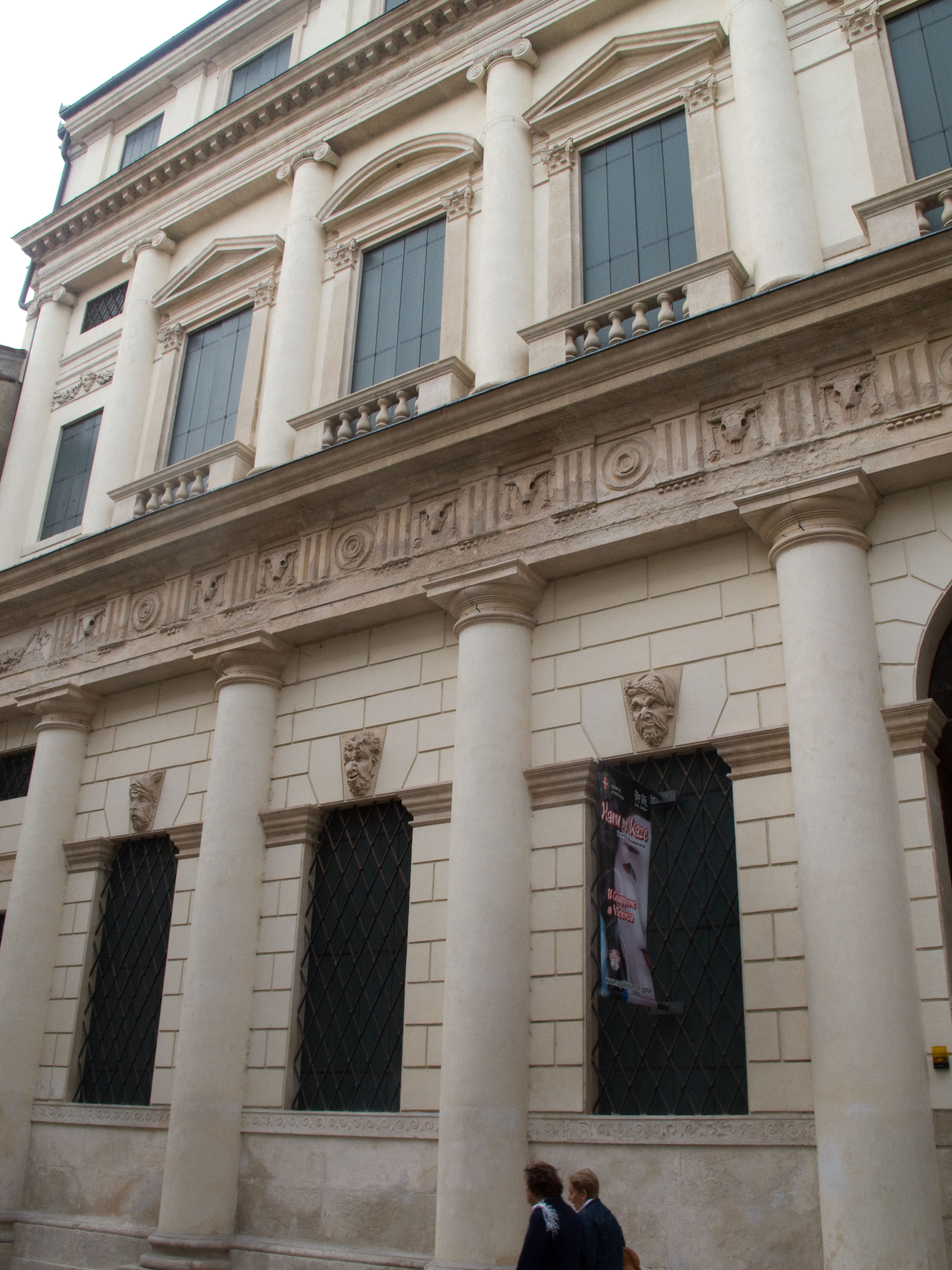
Palazzo Cordellina in contrà Riale, ala sinistra
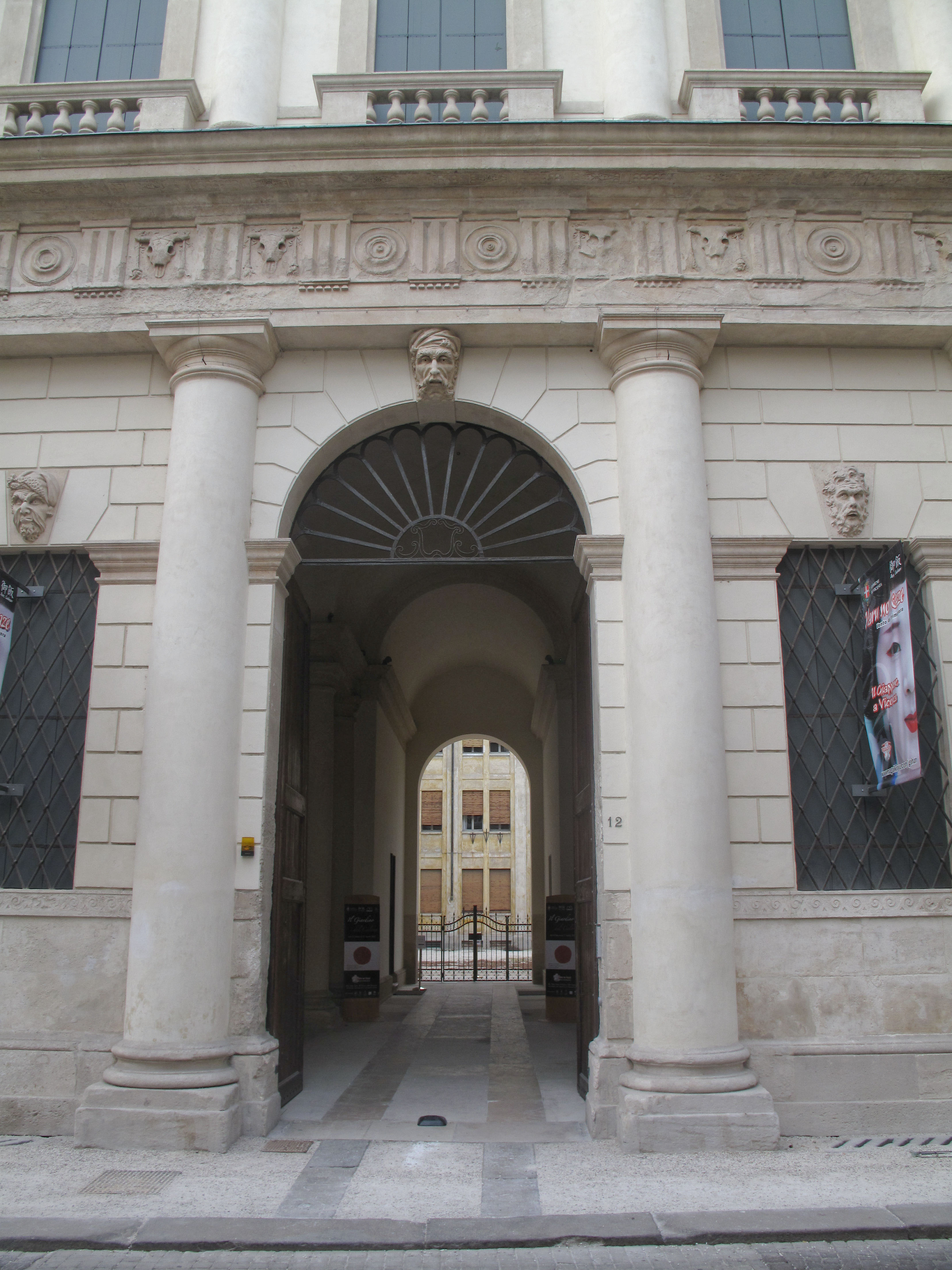
Palazzo Cordellina in contrà Riale, portale d'ingresso
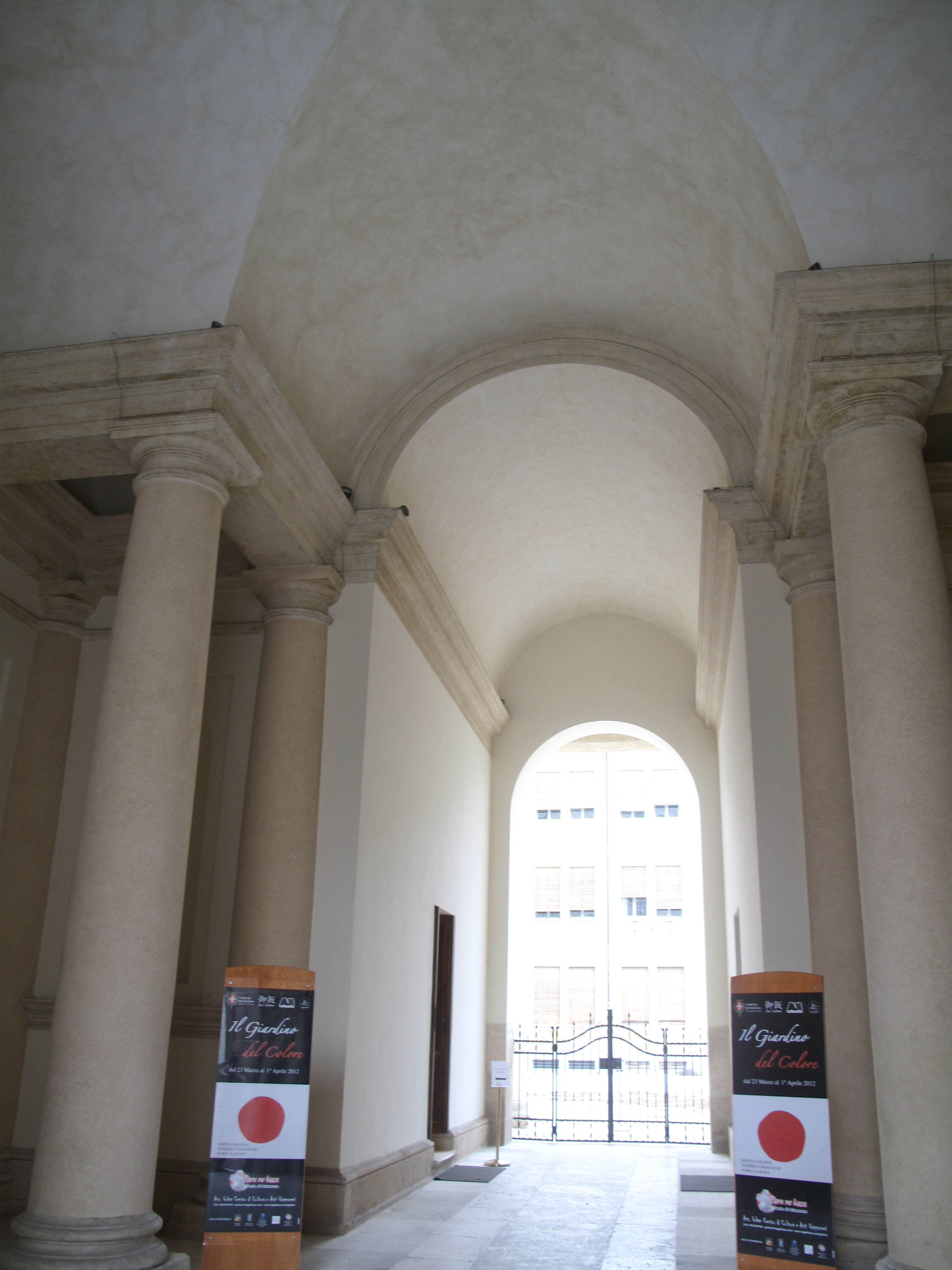
Palazzo Cordellina in contrà Riale, atrio